# Turbonilla riisei
Turbonilla riisei är en snäckart som beskrevs av Morch 1875. Turbonilla riisei ingår i släktet Turbonilla och familjen Pyramidellidae. Inga underarter finns listade i Catalogue of Life.